# Hienodonty
Hienodonty (Hyaenodontidae – „zęby hieny”) – wymarła rodzina ssaków z rzędu pradrapieżnych.
Były to ważne drapieżniki powstałe w paleocenie, które radziły sobie świetnie aż do miocenu. Rozprzestrzeniły się bardziej i odniosły znacznie większy sukces ewolucyjny niż pokrewna rodzina Oxyaenidae. Charakteryzowały je długie czaszki, smukłe szczęki, szczupłe ciała oraz tendencja do chodzenia bardziej na palcach (palcochodność) niż na całych stopach (stopochodność). W ramionach osiągały od 30 do 140cm. Podczas gdy Hyaenodon gigas mógł osiągać 500 kg, większość z nich ważyła 5 – 15kg, czyli mniej więcej tyle, co średniej wielkości pies. Skamieniałości czaszek dowodzą, że stworzenia te miały bardzo ostry węch. Ich zęby nie były zaś zbytnio przystosowane do miażdżenia, bardziej do cięcia.
Sądzi się, że różne gatunki z powodu swej wielkości zdobywały pożywienie różnymi drogami. Mniejsze mogły polować stadnie w nocy, większe zaś samotnie w czasie dnia, wykorzystując swe rozmiary i potężne zęby jako główną broń.
Ameryka Północna, Europa i Afryka stanowiły tereny ich życia, gdzie odgrywały rolę wielkich mięsożerców w oligocenie, prawie cała rodzina wyginęła jednak pod koniec tej epoki. Do miocenu przetrwały tylko 4 rodzaje: Megistotherium, jego siostrzany rodzaj Hyainailouros, Dissopsalis oraz Hyaenodon, a właściwie jego najmłodszy gatunek, H. weilini. Spośród nich tylko ten 3. przetrwał do końca tej epoki.

## Rodzaje
- Arfia
- Boualitomus
- Buhakia
- Dissopsalis
- Hyaenodon
- Laekitherium
- Limnocyon
- Hyainailouros
- Megistotherium
- Metapterodon
- Parvagula
- Prolimnocyon
- Prototomus
- Pyrocyon
- Sinopa
- Thinocyon
- Triacodon
- Tritemnodon

Machaeroidinae są tu czasami umieszczone.